# Rébellion de Fujiwara no Hirotsugu

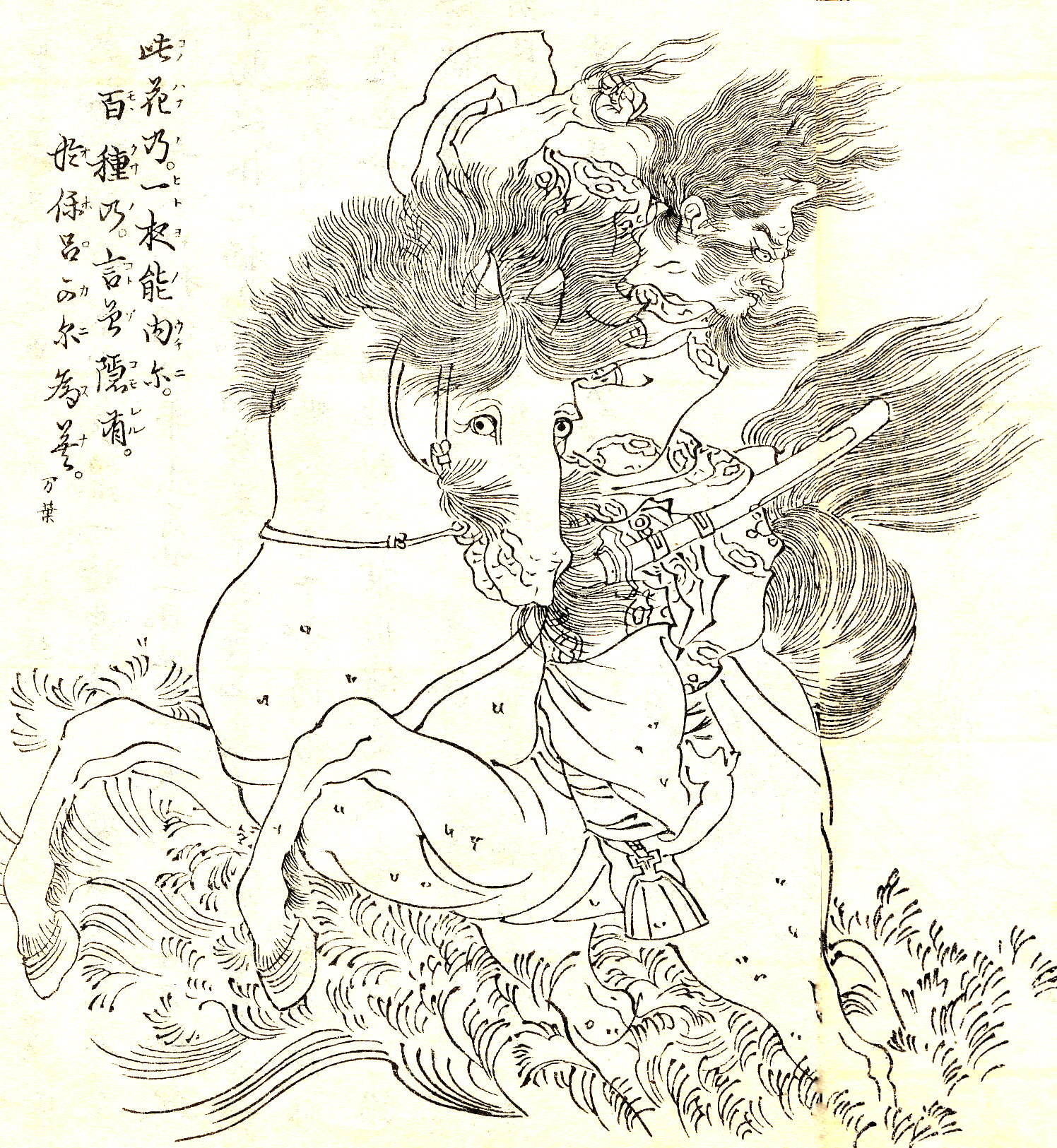
Fujiwara no Hirotsugu, dessin de Kikuchi Yōsai

La rébellion de Fujiwara no Hirotsugu (藤原広嗣の乱, Fujiwara no Hirotsugu no ran) est une rébellion avortée de l'époque de Nara du Japon menée par Fujiwara no Hirotsugu (藤原広嗣) en 740. Hirotsugu, mécontent des autorités politiques, soulève une armée contre le gouvernement Dazaifu de l'île de Kyūshū mais est vaincu par les forces gouvernementales.

## Source historique
La rébellion Fujiwara no Hirotsugu est peu documentée et l'essentiel de ce qui est connu à ce sujet, y compris les dates exactes, provient d'une seule source historique, le Shoku Nihongi. Achevée en 797, il s'agit d'une des Six Histoires nationales commandées par l'empereur qui couvre la période allant de 697 à 791. Il s'agit d'un document précieux pour les historiens, mais toutes les dates qui y figurent ne doivent pas être considérées comme exactes.

## Contexte
Le clan Fujiwara influence la politique japonaise depuis que son fondateur, Nakatomi no Kamatari, a participé à un coup d'État en 645, à l'issue duquel le clan Soga est renversé et qu'est lancé peu après un programme de réformes (réforme de Taika) dont le but est de renforcer l'autorité impériale. Dans les années 730, l'organe consultatif impérial connu sous le nom de « Conseil d'État » ( Daijō-kan) est contrôlé par quatre fils de Fujiwara no Fuhito appelés les « Quatre Fujiwara » : Fujiwara no Muchimaro, ministre de la droite depuis 729; Fujiwara no Fusasaki, consultant depuis 729; Fujiwara no Umakai et Fujiwara no Maro qui ont rejoint le conseil en 731. Ensemble, ils occupent quatre des dix positions de cet important conseil placé directement sous l'autorité de l'empereur et responsable de toutes sortes d'affaires séculières,,,. Par ailleurs, les Fujiwara sont liés à l'empereur car tant la mère de l'empereur Shōmu que son impératrice consort Kōmyō, sont filles de Fujiwara no Fuhito.
En 735 une dévastatrice épidémie de variole, qui tue finalement environ un tiers de la population japonaise, éclate sur l'île de Kyūshū et se propage ensuite au nord-est. Alors que la plupart des victimes sont les habitants de l'ouest et du centre du Japon, en 737, l'épidémie atteint la capitale à Heijō-kyō (Nara), causant la mort et la terreur parmi l'aristocratie. L'empereur Shōmu est épargné mais au 8e mois de 737, dix fonctionnaires de quatrième rang ou plus sont morts, dont les « Quatre Fujiwara ». La mort de leurs meilleurs représentants et chefs des quatre branches Fujiwara affaiblit considérablement l'influence du clan Fujiwara,,,,,,,,.

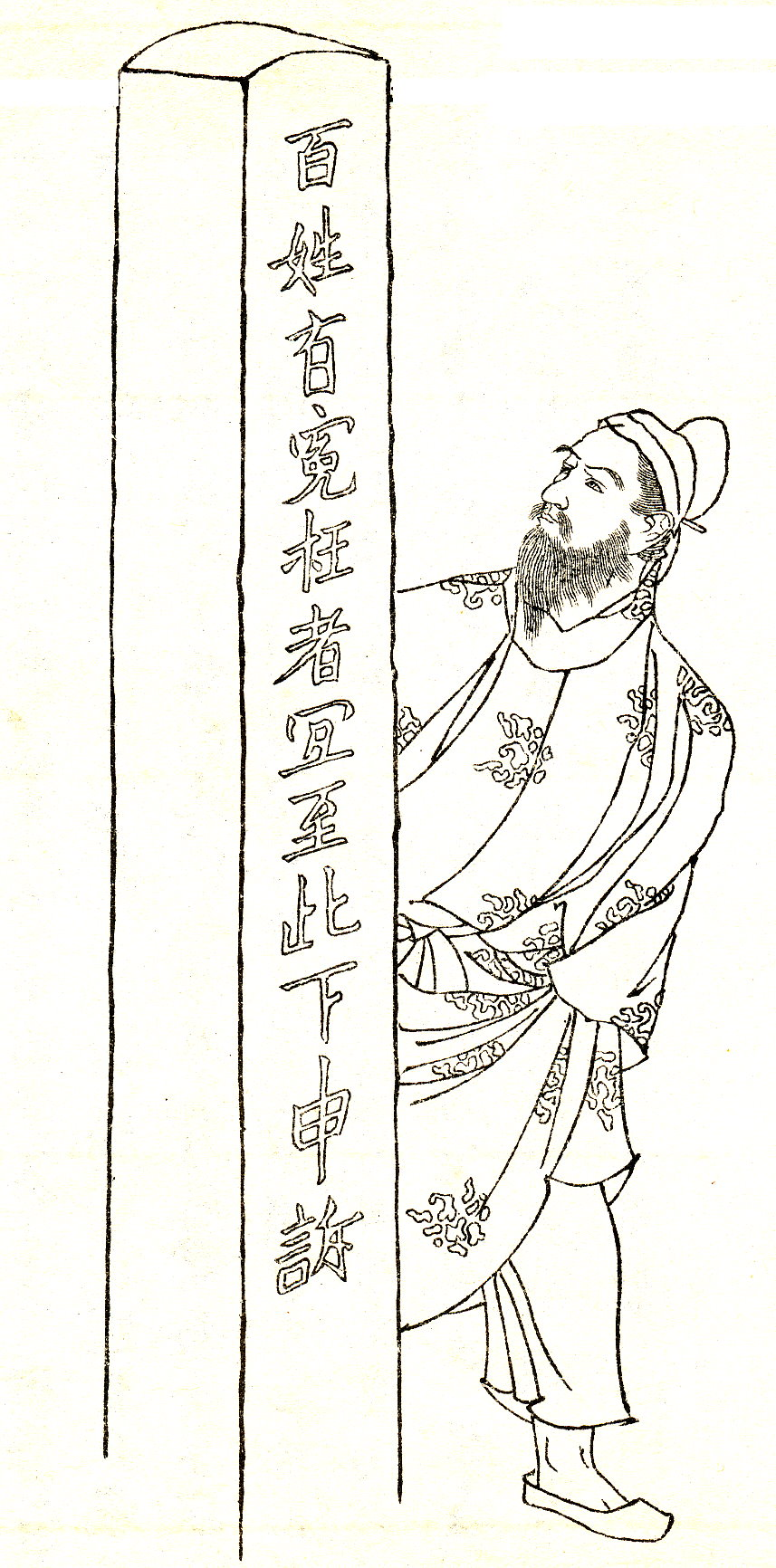
Kibi no Makibi

Les nominations suivantes entraînent un déplacement du pouvoir vers les nobles étroitement liés à l'empereur et à l'écart des clans non-impériaux tels que les Fujiwara. En 737, le prince Suzuka, frère du prince Nagaya est nommé chancelier (daijō daijin), plus haute position du « Conseil d'État ». Au début de l'année suivante Tachibana no Moroe, demi-frère de l'impératrice Kōmyō, accède à la position de ministre de la droite, occupé par Muchimaro avant sa mort,. Le seul Fujiwara dans le conseil à l'époque est le fils de Muchimaro, Fujiwara no Toyonari qui possède un rang relativement faible. En outre, tous les clans qui se sont opposés aux « Quatre Fujiwara » comme les Ōtomo, les Saeki ou les Inukai sont des partisans de Moroe. Contrairement à ce qui se passait du temps des « Quatre Fujiwara », l'empereur n'est plus contesté par une seule faction forte puisque les membres de ce nouveau Conseil proviennent de clans différents.

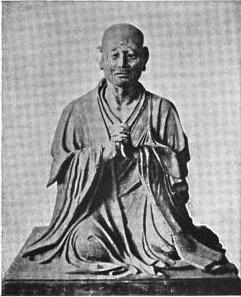
Statue de Genbō

Kibi no Makibi et Genbō sont promus à des postes importants, malgré l'absence d'antécédents familiaux prestigieux. Tous deux ont passé 17 ans auprès de la dynastie Tang de Chine et rentrent au Japon en 735,. Makibi, qui a rapporté plusieurs textes confucéens importants, conseille l'empereur sur les derniers développements du continent au sujet des codes juridiques, de la guerre et de la musique. Il est promu à un grade supérieur et devient professeur impérial (daigaku no suke) à la cour. En 736, 2e mois (mars/avril), le moine Genbō, qui est revenu avec plus de 5 000 rouleaux bouddhistes et des commentaires, se voit donner une grande parcelle de terrain, huit serviteurs et un kesa ocre par la cour. Lorsque la peste atteint la cour en 737, il lui est demandé d'effectuer des rituels de guérison pour la famille impériale, et ses activités sont considérées comme réellement de nature à guérir Fujiwara no Miyako, la mère de l'empereur. En conséquence son influence à la cour augmente et en 737, 8e mois (août/septembre), Genbō devient prêtre en chef du Kōfuku-ji, chef de la branche nord de la secte Hosso du bouddhisme, et il acquiert le plus haut rang monastique sōjō (prélat principal),,,,,,,.
Plusieurs Fujiwara sont exilés à des postes dans des provinces éloignées,,. Fujiwara no Hirotsugu, fils aîné de Umakai et neveu de l'impératrice Kōmyō, est le chef de la branche Shikike de la famille Fujiwara,. Hermann Bohner le décrit comme un « chevalier », très talentueux dans la guerre, la danse, la musique, la poésie et la science, mais aussi casse-cou à la recherche d'ennemis à attaquer et d'occasions de prendre des risques. Témoin de l'influence décroissante des Fujiwara, Hirotsugu destitue Genbō et s'oppose verbalement à Makibi. Cependant Shōmu se confie à ses conseillers les plus influents et fait rétrograder Hirotsugu de son poste de gouverneur de la province de Yamato du centre, poste auquel il a été nommé un an plus tôt, pour l'envoyer dans la lointaine île Kyūshū où il devient vice-gouverneur du gouvernement dazaifu en 738,,,,,,.

## La rébellion
Dans une requête envoyée à l'empereur en septembre 740, Hirotsugu déclare qu'il tient Kibi no Makibi et le prêtre Genbō pour responsables de la corruption et du mécontentement général dans la capitale.
Il souligne les « échecs de la politique récente, les catastrophes décrites du ciel et de la terre » et exige leur renvoie. Quatre jours après que la cour a reçu son message, il se déclare en rébellion, de façon assez semblable à ce qu'Iwai a fait quelque 200 ans plus tot,,. À cette époque, les habitants de Kyūshū connaissent une période difficile après les épidémies de variole, des années de sécheresse et de mauvaises récoltes. Le gouvernement réagit à cette situation avec un projet de construction d'un temple de grande envergure visant à apaiser les dieux. Cependant, les familles d'agriculteurs ne peuvent pas se permettre la corvée imposée sur la construction du temple. La cause de Hirotsugu est soutenue par les agriculteurs mécontents, les chefs de district locaux et des membres de la minorité Hayato du sud de Kyūshū. Il essaye également d'obtenir le soutien du royaume coréen de Silla. Faisant usage de sa position officielle dans le gouvernement dazaifu, Hirotsugu rassemble bientôt une armée d'environ 10 000 à 15 000 hommes,,.

Plan indiquant les événements majeurs de la rébellion

Avec ses forces concentrées dans Dazaifu qui occupe une position vitale et les relations de Hirotsugu dans la capitale, cette situation constitue une menace grave pour le gouvernement central. Shōmu, qui peut également être inquiet d'une possible implication de Silla, répond en nommant Ōno no Azumabito général d'une armée de répression forte de 17 000 hommes pris dans l'est et l'ouest du Japon, sauf dans Kyūshū - plus grand armée royale du VIIIe siècle,,. Comme les conscrits ont été libérés un an auparavant en raison de l'épidémie, il faut un mois avant qu'ils puissent être rassemblés. Le 29 septembre, le gouvernement envoie une équipe de reconnaissance de 24 natifs Hayato. Les forces de chaque côté sont composées à la fois d'infanterie et de cavalerie et sont placées sous le commandement local des magistrats de district. Selon William Wayne Farris, au VIIIe siècle, les cavaliers jouent un rôle décisif dans la force d'une armée au Japon. Avant toute bataille, dans ce conflit, une grande partie des troupes gouvernementales sont recrutées dans le Honshū occidental où se trouvent beaucoup de bons archers montés, leur donnant un avantage décisif sur Hirotsugu limité à Kyūshū. Plus tard dans le conflit, certains des soldats à cheval de Hirotsugu font défection, ce qui augmente d'autant cet avantage pour l'armée impériale.
Pour obtenir un soutien spirituel pour la mission, Ōno no Azumabito reçoit l'ordre de prier Hachiman, le dieu de la guerre. C'est l'une des premières crises dans lesquelles les Japonais ont recours à Hachiman comme kami de la puissance. Un messager est envoyé pour faire des offrandes au Ise-jingū et Shōmu ordonne que des statues de 2 m de haut de bosatsu Kannon soient coulées et des sūtras copiés et lus dans toutes les provinces,.
Afin d'encercler les forces gouvernementales, Hirotsugu divise son armée en trois unités : l'une sous son commandement et les autres sous le commandement de ses subordonnés, respectivement Tsunade et Komaro. Ensemble, ils avancent le long de différentes routes vers le nord de Kyūshū où le détroit de Kanmon sépare Kyūshū de Honshū, l'île principale du Japon. En route, le 19 octobre, Hirotsugu s'arrête au quartier général du district d'Oka pour « dresser le camp, préparer ses arbalètes, élever les signaux de balise et former les conscrits de la province de Chikuzen ». Finalement, il arrive aux fortifications (chinsho) dans le district de Miyako, province de Buzen près de la route d'invasion attendue. Mais les plans de Hirotsugu pour une attaque organisée sont déjoués parce qu'une armée de plusieurs milliers d'hommes n'arrive pas et qu'une autre unité est en retard. L'armée gouvernementale débarque avec succès sur Kyūshū, s'empare d'hommes et d'armes dans les trois camps de Tomi, Itabitsu et Miyako dans la province de Buzen,. Plus tôt, l'armée de la cour a été renforcée les 16/17 octobre de plus de 4 000 hommes dont 40 bons soldats (jōhei) du district de Toyoura dans la province de Nagato. Le 20 octobre, plusieurs alliés de Hirotsugu se rendent et changent de camp : quatre fonctionnaires du district font défection avec 500 guerriers à cheval et un citoyen de la province de Buzen tue un des rebelles. Plus tard, un officiel d'un district de Buzen revient avec les têtes de plusieurs rebelles tués à la bataille. Le 24 octobre, un décret impérial est distribué parmi la population et les responsables de Kyūshū, en vue de discréditer Hirotsugu et promettant des récompenses à qui le tuerait
Le 2 novembre, le reste de l'armée de Hirotsugu, qui passe pour compter encore 10 000 cavaliers, rencontre les forces gouvernementale sur la Itabitsu-gawa. Comme elle est incapable de traverser la rivière, l'armée de Hirotsugu est défaite et se disperse. Alors qu'il essaye d'atteindre Silla par la mer, Hirotsugu est refoulé par la tempête et capturé par les forces gouvernementales commandées par Abe no Kuromaro (安倍黒麻呂) le 16 novembre à Chikanoshima dans les îles Gotō, province de Hizen,,,. Une semaine plus tard, le 24 novembre, un général le décapite sans la permission de la cour,,,.

## Tour de l'empereur Shōmu dans les provinces de l'est

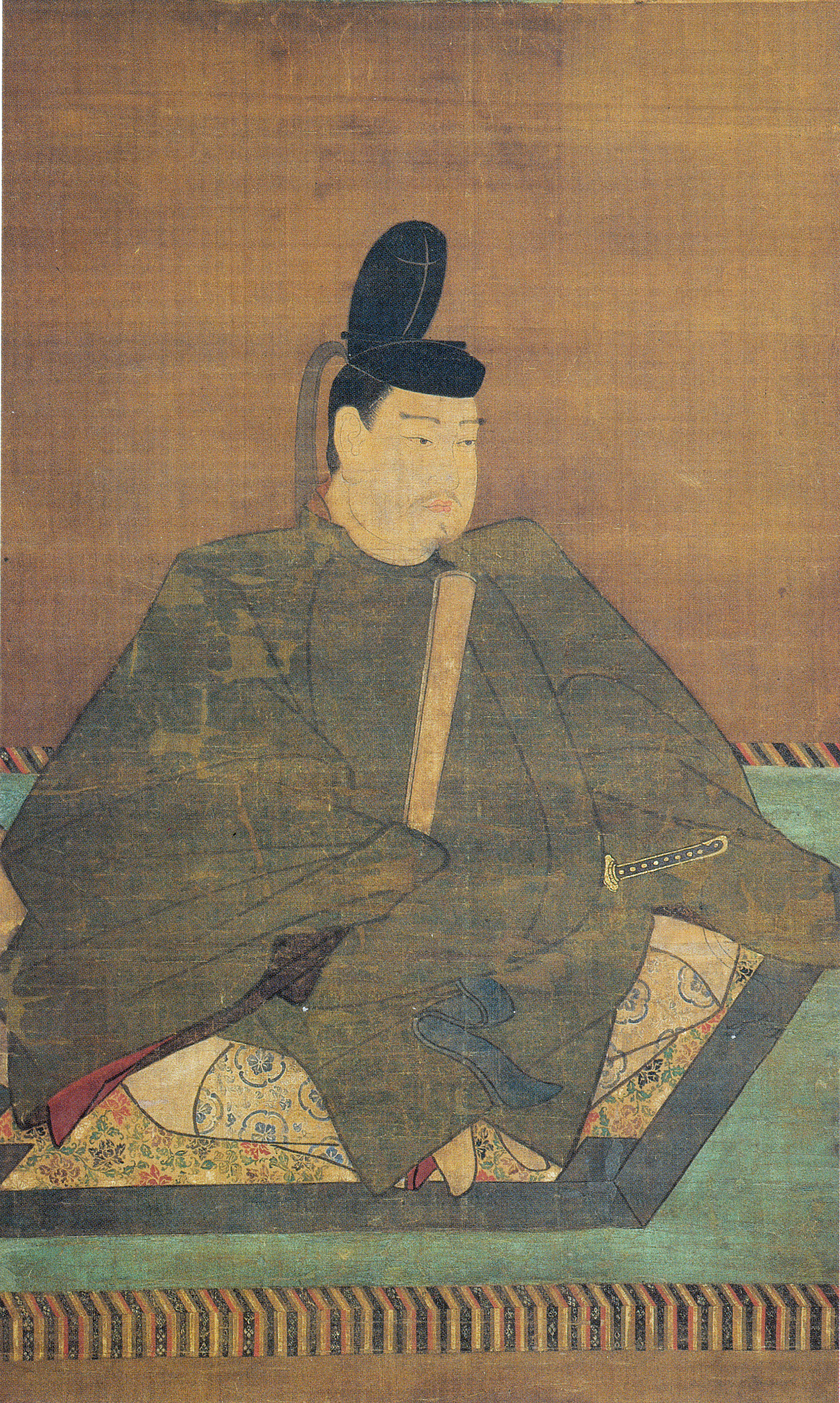
L'empereur Shōmu

Alors que les manœuvres des combats ont toujours lieu, l'empereur Shōmu quitte la capitale de Heijō-kyō (Nara) au cours du 10e mois et voyage vers l'est via Horikoshi (堀越頓宮; aujourd'hui Tsuge; 10e mois, 29e jour : 22 novembre), Nabari (10e mois, 30e jour : 23 novembre), Ao (安保頓宮; aujourd'hui Aoyama ; 11e mois 1er jour : 24 novembre) pour Kawaguchi dans le district d'Ichishi de la province d'Ise (aujourd'hui partie de Tsu, anciennement partie de Hakusan) où il se retire avec sa cour dans un palais temporaire. Le commandement de la capitale est confié à un de ses généraux. Shōmu craint vraisemblablement les partisans des Fujiwara à Nara et espère apaiser les soulèvements potentiels dans d'autres parties du pays par sa présence,,,. Après quatre jours de voyage à travers la pluie et une épaisse boue, la suite impériale atteint Kawaguchi le 25 novembre. Deux jours plus tard, ils apprennent l'exécution de Hirotsugu et la répression de la rébellion.
Malgré ces bonnes nouvelles, Shōmu ne revient pas à Heijō-kyō immédiatement mais demeure à Kawaguchi jusqu'au 4 décembre. Il poursuit son voyage vers l'est puis vers le nord via la province de Mino et vers l'ouest le long des rives du lac Biwa à Kuni dans la province de Yamashiro (aujourd'hui Kizugawa) qu'il atteint le 6 janvier 741. Les endroits traversés le long du chemin comprennent Akasaka (赤坂頓宮; aujourd'hui Suzuka; 11e mois 14e jour : 7 déc.）, district d'Asake (朝明郡; aujourd'hui Yokkaichi; 11e mois 20e jour : 13 déc.）, Ishiura (石占頓宮; aujourd'hui Tado; 11e mois 25e jour : 18 déc.）, le district de Tagi (当伎郡; aujourd'hui Yōrō; 11e mois 26e jous : 9 déc.）, Fuwa (不破頓宮; aujourd'hui Tarui; 12e mois 1er jour : 23 déc）, Yokokawa (横川頓宮; aujourd'hui Santō ou Maihara; 12e mois 6e jour : 28 déc.), Inukami (犬上頓宮; aujourd'hui Hikone; 12e mois 7e jour : 29 déc.）, district de Gamō (蒲生郡; aujourd'hui près de Yōkaichi; 12e mois 9e jour : 31 déc.）, Yasu (野洲頓宮; aujourd'hui Yasu ou Moriyama; 12e mois 10e jour : 1 janv.）, Awazu (禾津頓宮; aujourd'hui Ōtsu; 12e mois 11e jour ： 2 janv.）, Tamanoi (玉井頓宮; aujourd'hui Yamashina-ku, Kyoto; 12e mois 14e jour). Situé dans les collines et à proximité d'une rivière au nord de Nara, Kuni est facilement défendable. En outre, la zone est liée au Ministre de la Droite, Tachibana no Moroe, tandis que Nara est un centre du clan Fujiwara. Le 6 janvier 741, Shōmu proclame une nouvelle capitale à Kuni-kyō,,.

## Postérité
Dans une entrée du Shoku Nihongi datée du 14 avril 741, il est noté que les dons de terres, de fonctionnaires, de chevaux et de sutras bouddhistes sont faits au sanctuaire Hachiman pour la construction d'une pagode. Bender considère que ces offrandes sont faites en remerciements de la répression de la rébellion de Hirotsugu,. Bien que n'étant pas directement lié à la rébellion, l'édit de Shōmu de 741, par lequel il décrète que des temples doivent être établis dans les provinces, est une autre indication de l'état de désolation du pays après un certain nombre de calamités.
La mort de Fujiwara no Hirotsugu marque la fin de la branche du clan Shikike et le début de l'ascension des Nanke, les Fujiwara « du sud ». Ayant réprimé la rébellion, l'influence de Moroe à la cour augmente encore. Cependant, en raison du pouvoir des Fujiwara, Makibi et Genbō sont éliminés de la cour et exilés à Kyūshū, l'endroit d'où Hirotsugu avait exigé le retrait de Genbō et peu de temps après commencé sa rébellion. Genbō construit le temple Kwannon-ji en 745 et Makibi devient gouverneur de la province de Chikuzen en 759 et peu de temps après de la province de Hizen avant d'être envoyé à Chine. Genbō meurt un an plus tard, en 746 et la croyance populaire tient que le fantôme de Hirotsugu - agissant par rancune - est responsable de la mort du moine,,,. Cette histoire est ainsi mentionnée dans le Shoku Nihongi : « La nouvelle se répandit que l'effet spirituel de Fujiwara no Hirotsugu lui avait causé un préjudice », ce qui est la première mention d'un esprit vengeur (goryō) dans l'histoire ou la littérature japonaise. Herman Ooms voit dans cette rumeur un « large soutien (probablement limité à Nara et ses environs) pour quelqu'un qui a critiqué le gouvernement (Hirotsugu) et en a subi les conséquences ».
Dans la seconde moitié du VIIIe siècle, l'esprit de Hirotsugu est, avec celui de prince Nagaya, considéré comme particulièrement perturbateur. À l'époque où tout le pays souffre d'une épidémie de tuberculose supposée être causée par un goryō, Fujiwara no Mototsune, de la branche (hokke) du nord des Fujiwara, organise un goryō'e (« rituel des esprits des morts ») le 10 juin 863 dans les jardins du palais impérial à Heian-kyō (Kyoto). Ce rituel vise six esprits, dont celui de Fujiwara no Hirotsugu, comme chacun d'entre eux est devenu un esprit défunt en raison des actions des Fujiwara. McMullin suppose donc que l'événement a lieu afin d'orienter la peur latente dans la population vers ces six personnes décédées qui ont été les ennemies de la branche hokke de la famille Fujiwara, pour faire passer le message que les ennemis des Fujiwara hokke sont des ennemis du peuple.

## Chronologie
1. ↑  ère Tenpyō 10, 1er mois (janvier/février, 738) : Tachibana no Moroe devient ministre de la droite
2. ↑  ère Tenpyō 12, 8e mois, 29e jour (24 septembre 740) : Hirotsugu exige la démission de Kibi no Makibi et Genbō
3. ↑  ère Tenpyō 12, 9e mois, 3e jour (28 septembre 740) : Hirotsugu lance le mouvement de rébellion
4. ↑  ère Tenpyō 12, 9e mois, 4e jour (29 septembre 740) : Le gouvernement envoie une mission de reconnaissance auprès des Hayato
5. ↑  ère Tenpyō 12, 9e mois, 24e jour (19 octobre 740) : Hirotsugu s'arrête au quartier général du district d'Oka
6. ↑  ère Tenpyō 12, 9e mois, 24e jour (19 octobre 740) : Les forces gouvernementales occupent trois camps
7. ↑  ère Tenpyō 12, 9e mois, 21e/22e jours (16/17 octobre 740) : Renforcement de l'armée gouvernementale dans la province de Nagato
8. ↑  ère Tenpyō 12, 9e mois, 25e jour (20 octobre 740) : Quelques alliés de Hirotsugu font défection
9. ↑  ère Tenpyō 12, 9e mois, 29e jour (24 octobre 740) : L'empereur émet un décret pour discréditer Hirotsugu
10. ↑  ère Tenpyō 12, 10e mois, 9e jour (2 novembre 740) : Bataille sur la Itabitsu-gawa
11. ↑  ère Tenpyō 12, 10e mois, 23e jour (16 novembre 740) : Hirotsugu est capturé
12. ↑  ère Tenpyō 12, 10e mois (novembre 740) : L'empereur Shōmu quitte la capitale
13. ↑  ère Tenpyō 12, 11e mois, 2e jour (25 novembre 740) : L'empereur Shōmu atteint Kawaguchi
14. ↑  ère Tenpyō 12, 11e mois, 11e jour (4 décembre 740) : L'empereur Shōmu quitte Kawaguchi
15. ↑  ère Tenpyō 12, 12e mois, 15e jour (6 janvier 741) : L'empereur Shōmu atteint Kuni
16. ↑  ère Tenpyō 12, 12e mois, 15e jour (6 janvier 741) : Nouvelle capitale à Kuni-kyō
17. ↑  ère Tenpyō 13, 3e mois, 24e jour (14 avril, 741) : dons au sanctuaire Hachiman
18. ↑  ère Jōgan 5, 5e mois, 20e jour (10 juin 863) : goryō'e organisé par Fujiwara no Mototsune